# RS Персея
RS Персея — красный сверхгигант, звезда в правой части созвездия Персея. Её радиус превышает радиус Солнца примерно в 770 раз.

## Местоположение
Звезда находится в рассеянном звёздном скоплении NGC 884, которое является частью Двойного скопления в Персее.

## Изменчивость
Является полуправильной переменной звездой. Видимая звёздная величина варьируется от 7.82 до 10.0 в течение 245 дней.

## Характеристики
Звезда находится от Солнца на расстоянии около 8000 световых лет. Светимость, вероятно, достигает около или более 80 тыс. ед. Эффективная температура приблизительно равна 3500 К. Масса звезды больше солнечной в 12 — 15 раз. RS Персея входит в Список крупнейших звёзд.